# Lars Tunbjörk
Lars Tunbjörk, né le 15 février 1956 à Borås et mort le 8 avril 2015  à Stockholm, est un photographe suédois.
Il est membre de l'Agence VU.
Tunbjörk est né dans la ville suédoise de Borås, un lieu qui a eu une grande influence sur son travail tout au long de sa carrière. Il a également été influencé très tôt par le photographe suédois Christer Strömholm et le photographe américain William Eggleston.
Ses photographies figurent dans les collections du Musée d'art moderne, du Centre Pompidou et de la Maison européenne de la photographie à Paris. Tunbjörk a été membre de l'Agence Vu et a travaillé pour le New York Times Magazine, Time, GEO et d'autres.

## Récompenses
- 1982 Årets Fotograf, utsedd av Pressfotografernas Klubb
- 1989 Fotografiska Museets Vänners Gullers-stipendium
- 2004 World Press Photo dans la catégorie Arts and Entertainment stories
- 2008 Scanpix stora fotopris[2] pour Vinter

## Expositions personnelles
- 1989: Fotograficentrum, Göteborg, Suède
- 1990: Galleri Mira, Stockholm, Suède
- 1991: Fotohuset, Göteborg, Suède
- 1993: Hasselblad Center, Göteborg, Suède
- 1993: Fotomässan, Göteborg, Suède
- 1994: Nordisches Museum|Nordiska museet, Stockholm, Suède
- 1994: Bildmuseet Umeå, Umeå, Suède
- 1994: Landskrona Museum, Suède
- 1994: Fotograficentrum, Örebro, Suède
- 1994: Center for Contemporary Art, Château d'Ujazdow, Varsovie, Pologne
- 1995: Varbergs Museum, Schweden
- 1995: Centre international de la photographie, New York City, USA
- 1997: Riga Photographic Museum, Lettonie
- 1997: Norrtälje Konsthall, Suède
- 1998: Galleri f48, Stockholm, Suède
- 1998: Fotografisk Center, Copenhague, Danemark
- 1998: Trollhättans Konsthall, Suède
- 1999: Bohusläns Museum, Uddevalla, Suède
- 1999: Galerie VU, Paris, France
- 1999: Université de Strasbourg, France
- 1999: Ambassade de Suède, Tokyo Japon
- 2000: Sveaborg Artcenter, Helsinki, Finlande
- 2000: Galleri IFSAK, Istanbul, Turquie
- 2001: Image au Centre Festival, Bourges, France
- 2002: Arbetets Museum, Norrköping, Suède
- 2002: Akademie der Künste Berlin, Allemagne
- 2002: Museet for Fotokunst, Odense, Danemark
- 2002: Kulturhuset, Stockholm, Suède
- 2002: Home, Hasselblad Center, Göteborg, Suède
- 2002: Galerie VU, Paris, France
- 2003: Västerås Art Museum, Västerås, Suède
- 2004: Photobiennale de Moscou, Moscou, Russie
- 2004: Hembygd, Borås konstmuseum, Borås, Suède
- 2004: Midlanda Konsthall, Timrå, Suède
- 2004: Swedish Embassy, Washington, D.C., USA
- 2005: Reykjavik Museum of Photography, Reykjavik, Islande
- 2006: Brändström & Stene Gallery, Stockholm, Suède
- 2006: I Karlskrona, Installation in the city of Karlskrona, Suède
- 2007: Open Eye Gallery, Liverpool, Angleterre
- 2007: Galleri Kontrast, Stockholm, Suède
- 2007: Winter/Home, Moderna Museet, Stockholm, Suède
- 2008: White Room Gallery, Tokyo, Japon
- 2008: Abecita Konsthall, Borås, Suède
- 2008: Centre culturel suédois, Paris, France
- 2008: Galerie VU, Paris, France
- 2009: Photo Phnom Penh, Phnom Penh, Cambodge
- 2010: GunGallery, Stockholm, Suède
- 2011: Skellefteå Konstmuseum, Skellefteå, Suède
- 2011: Amador Gallery, New York, USA
- 2012: GunGallery, Stockholm, Suède
- 2013: Château d'Eau, Toulouse, France